# Grand Prix Francie 1997
Grand Prix Francie 1997 (LXXXIII Mobil 1 Grand Prix de France) osmý závod 48. ročníku mistrovství světa jezdců Formule 1 a 39. ročníku poháru konstruktérů, historicky již 605. grand prix, se uskutečnila na okruhu Circuit de Nevers Magny-Cours.

## Výsledky

### Kvalifikace
| Pořadí | Číslo | Pilot                 | Konstruktér       | Čas      | Odstup |
| ------ | ----- | --------------------- | ----------------- | -------- | ------ |
| 1      | 5     | Michael Schumacher    | Ferrari           | 1:14.548 |        |
| 2      | 4     | Heinz-Harald Frentzen | Williams-Renault  | 1:14.749 | +0.201 |
| 3      | 11    | Ralf Schumacher       | Jordan-Peugeot    | 1:14.755 | +0.207 |
| 4      | 3     | Jacques Villeneuve    | Williams-Renault  | 1:14.800 | +0.252 |
| 5      | 6     | Eddie Irvine          | Ferrari           | 1:14.860 | +0.312 |
| 6      | 14    | Jarno Trulli          | Prost-Mugen-Honda | 1:14.957 | +0.409 |
| 7      | 8     | Alexander Wurz        | Benetton-Renault  | 1:14.986 | +0.438 |
| 8      | 7     | Jean Alesi            | Benetton-Renault  | 1:15.228 | +0.680 |
| 9      | 10    | David Coulthard       | McLaren-Mercedes  | 1:15.270 | +0.722 |
| 10     | 9     | Mika Häkkinen         | McLaren-Mercedes  | 1:15.339 | +0.791 |
| 11     | 12    | Giancarlo Fisichella  | Jordan-Peugeot    | 1:15.453 | +0.905 |
| 12     | 22    | Rubens Barrichello    | Stewart-Ford      | 1:15.876 | +1.328 |
| 13     | 15    | Šindži Nakano         | Prost-Mugen-Honda | 1:15.876 | +1.328 |
| 14     | 16    | Johnny Herbert        | Sauber-Petronas   | 1:16.018 | +1.470 |
| 15     | 23    | Jan Magnussen         | Stewart-Ford      | 1:16.149 | +1.601 |
| 16     | 2     | Pedro Diniz           | Arrows-Yamaha     | 1:16.536 | +1.988 |
| 17     | 1     | Damon Hill            | Arrows-Yamaha     | 1:16.729 | +2.181 |
| 18     | 19    | Jos Verstappen        | Tyrrell-Ford      | 1:16.941 | +2.393 |
| 19     | 18    | Mika Salo             | Tyrrell-Ford      | 1:17.256 | +2.708 |
| 20     | 17    | Norberto Fontana      | Sauber-Petronas   | 1:17.538 | +2.990 |
| 21     | 20    | Ukjó Katajama         | Minardi-Hart      | 1:17.563 | +3.015 |
| 22     | 21    | Tarso Marques         | Minardi-Hart      | 1:18.280 | +3.732 |

### Závod
| Pořadí | Číslo | Jezdec                | Konstruktér       | Kola | Čas/odstoupení | Start | Body |
| ------ | ----- | --------------------- | ----------------- | ---- | -------------- | ----- | ---- |
| 1      | 5     | Michael Schumacher    | Ferrari           | 72   | 1:38:50.492    | 1     | 10   |
| 2      | 4     | Heinz-Harald Frentzen | Williams-Renault  | 72   | +23.537        | 2     | 6    |
| 3      | 6     | Eddie Irvine          | Ferrari           | 72   | +1:14.801      | 5     | 4    |
| 4      | 3     | Jacques Villeneuve    | Williams-Renault  | 72   | +1:21.784      | 4     | 3    |
| 5      | 7     | Jean Alesi            | Benetton-Renault  | 72   | +1:22.735      | 8     | 2    |
| 6      | 11    | Ralf Schumacher       | Jordan-Peugeot    | 72   | +1:29.871      | 3     | 1    |
| 7      | 10    | David Coulthard       | McLaren-Mercedes  | 71   | Kolize         | 9     |      |
| 8      | 16    | Johnny Herbert        | Sauber-Petronas   | 71   | +1 kolo        | 14    |      |
| 9      | 12    | Giancarlo Fisichella  | Jordan-Peugeot    | 71   | +1 kolo        | 11    |      |
| 10     | 14    | Jarno Trulli          | Prost-Mugen-Honda | 70   | +2 kola        | 6     |      |
| 11     | 20    | Ukjó Katajama         | Minardi-Hart      | 70   | +2 kola        | 21    |      |
| 12     | 1     | Damon Hill            | Arrows-Yamaha     | 69   | +3 kola        | 17    |      |
| Ret    | 19    | Mika Salo             | Tyrrell-Ford      | 61   | Elektronika    | 19    |      |
| Ret    | 8     | Alexander Wurz        | Benetton-Renault  | 60   | Vyjetí z tratě | 7     |      |
| Ret    | 2     | Pedro Diniz           | Arrows-Yamaha     | 58   | Vyjetí z tratě | 16    |      |
| Ret    | 17    | Norberto Fontana      | Sauber-Petronas   | 40   | Vyjetí z tratě | 20    |      |
| Ret    | 22    | Rubens Barrichello    | Stewart-Ford      | 36   | Motor          | 13    |      |
| Ret    | 23    | Jan Magnussen         | Stewart-Ford      | 33   | Brzdy          | 15    |      |
| Ret    | 9     | Mika Häkkinen         | McLaren-Mercedes  | 18   | Motor          | 10    |      |
| Ret    | 18    | Jos Verstappen        | Tyrrell-Ford      | 15   | Vyjetí z tratě | 18    |      |
| Ret    | 15    | Šindži Nakano         | Prost-Mugen-Honda | 7    | Vyjetí z tratě | 12    |      |
| Ret    | 21    | Tarso Marques         | Minardi-Hart      | 5    | Motor          | 22    |      |

## Průběžné pořadí šampionátu
Pohár jezdců
| Pořadí | Jezdec                | Body |
| ------ | --------------------- | ---- |
| 1      | Michael Schumacher    | 47   |
| 2      | Jacques Villeneuve    | 33   |
| 3      | Heinz-Harald Frentzen | 19   |
| 4      | Eddie Irvine          | 18   |
| 5      | Olivier Panis         | 15   |

Pohár konstruktérů
| Pořadí | Konstruktér       | Body |
| ------ | ----------------- | ---- |
| 1      | Ferrari           | 65   |
| 2      | Williams-Renault  | 52   |
| 3      | Benetton-Renault  | 25   |
| 4      | McLaren-Mercedes  | 21   |
| 5      | Prost-Mugen-Honda | 16   |